# Kronstadt Orion
Le Kronstadt Orion, est un drone de combat russe de type MALE (moyenne altitude longue endurance) développé par le groupe Kronstadt et entré en service en 2020. Son évolution est le Kronstadt Sirius. 

## Description
Destiné à être un concurrent direct du MQ-9 Reaper américain, l'Orion effectue son vol inaugural en 2016 et les 3 premiers exemplaires de série ont été livrés aux forces aériennes russes en avril 2020.
L'Orion est un drone de reconnaissance et d'attaque. La configuration de l'appareil est de type classique avec des ailes à voilure fixe et un décollage/atterrissage sur piste, selon le constructeur un algorithme permet d'effectuer ces deux tâches automatiquement. Le drone est alimenté par un moteur qui actionne une hélice à deux pales située à l'arrière et montée dans une configuration « poussée ». Le fuselage du drone est presque fait entièrement en fibre de carbone et un système antigivre est installé, ce qui permet à l'appareil de fonctionner dans des conditions météo froides . L'Orion est fabriqué dans l'usine de Kronstadt à Doubna au nord de Moscou, un projet de ligne de production pour la fabrication en série de l'Orion est lancé en avril 2021 et terminé en janvier-février 2022.
Le drone Orion est équipé d'un radar monté à l'arrière. Il dispose également d'un détecteur de cible laser électro-optique et d'une caméra infrarouge. L'optique est montée dans une boule gyrostabilisée installée sous le nez du drone. L'optique est fabriquée par la société NKP SPP et se nomme MOES. Elle pèse 55 kg et dispose de deux caméras thermiques de champs angulaires différents, d’une caméra grand-angle et d’un télémètre laser. Avec toutes ces charges utiles, le drone peut détruire des cibles au sol à l'aide de missiles guidés.
Quatre points d'emport externes sont installés sous les ailes. Le drone peut emporter une version modifiée du Kornet, mais également une gamme de bombes et missiles guidés et non-guidés comme les FAB-50, Kab-100, Kab-50L, Kab-20S. L'Orion a également des capacités antiaériennes. En 2021 une vidéo est publiée d'un drone Orion tirant un missile air-air contre un drone Camcopter S-100.

## Variantes
Plusieurs variantes existent pour ce drone mais le constructeur reste très flou sur les différentes variantes :

### Version satellitaire
Une version avec une liaison de données satellite. L'unité de communication par satellite permet d'augmenter significativement la portée de l'appareil puisqu'il peut fonctionner en dehors de la portée des stations de contrôle au sol.

### Version pour l'export
Une version export serait en préparation. Celle-ci serait non armée et se limiterait à des missions de reconnaissance.

### Version de guerre électronique
En 2021, Kronstadt annonce une version avec des modules de guerre électronique capables de brouiller les missiles. Aucune date n'a été communiquée par le groupe.

## Histoire opérationnelle
Selon le ministre russe de la Défense Sergueï Choïgou, l'Orion est testé pour des missions de frappe en 2019 en Syrie. En 2020, le ministère russe de la Défense reçoit le premier lot de drones Orion pour une opération d'essai. Ils entrent en service la même année au sein de l'armée russe.

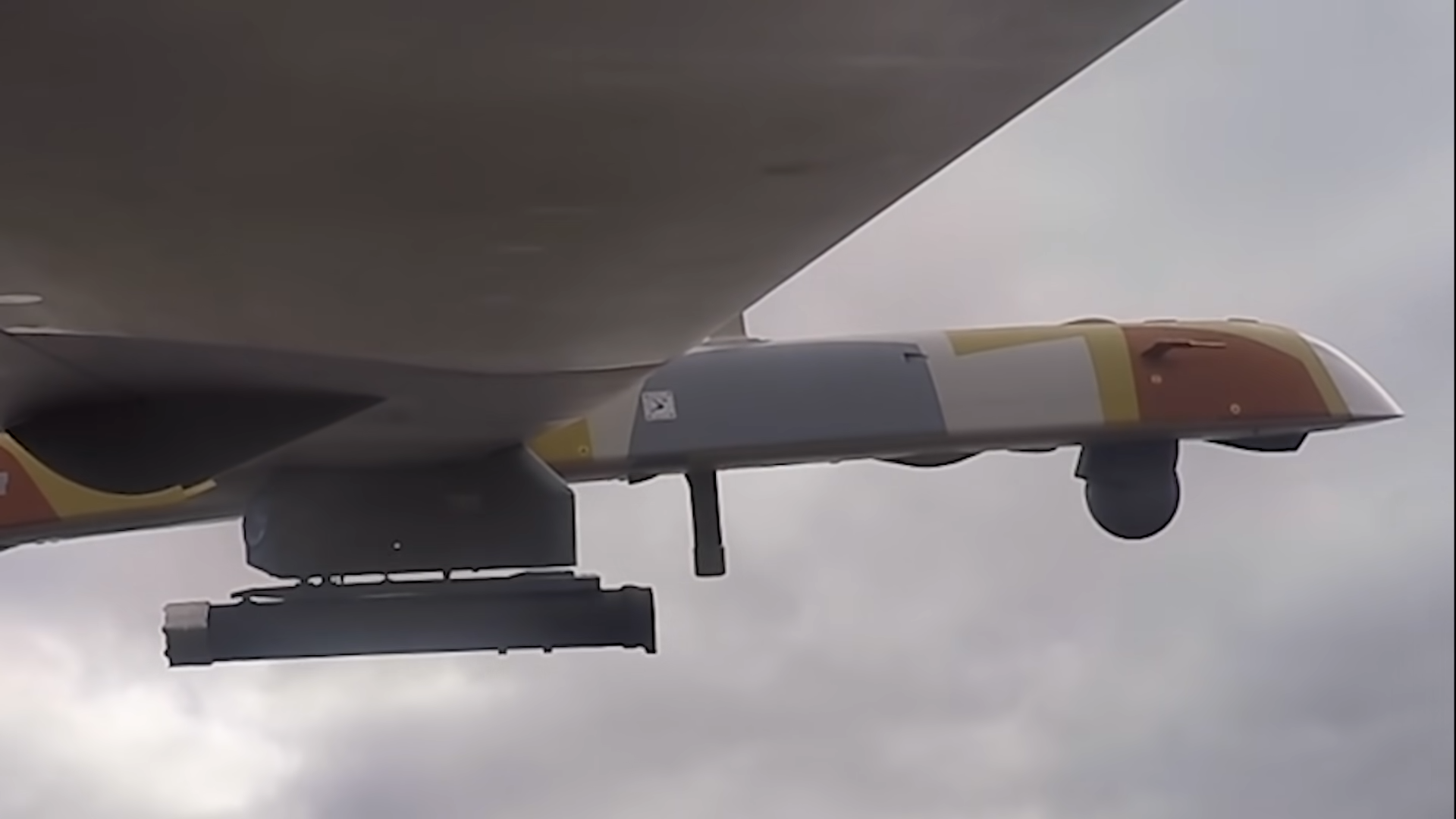
Orion utilisant un Kornet modifié

Le 4 mars 2022, dans le cadre de l'invasion russe de l'Ukraine, l'Orion armé modifié effectue une frappe aérienne sur le centre de commandement du bataillon Aidar dans l'oblast de Donetsk,. Il est ensuite peu utilisé lors du conflit, en raison de la forte densité de défense antiaérienne. Il fait à nouveau son apparition côté russe lors de l'offensive dans l'oblast de Koursk, où il est utilisé pour frapper les positions ukrainiennes en territoire russe.
Une vidéo publiée par le ministère de la défense russe le 1er février 2025 montre la destruction d'un drone MAGURA V5 par un missile à guidage laser TKB-1030 tiré depuis un Kronstadt Orion. Il s'agit du premier cas de destruction d'un drone naval à partir d'un drone.

## Opérateur militaire
- Russie

## Galerie d'images

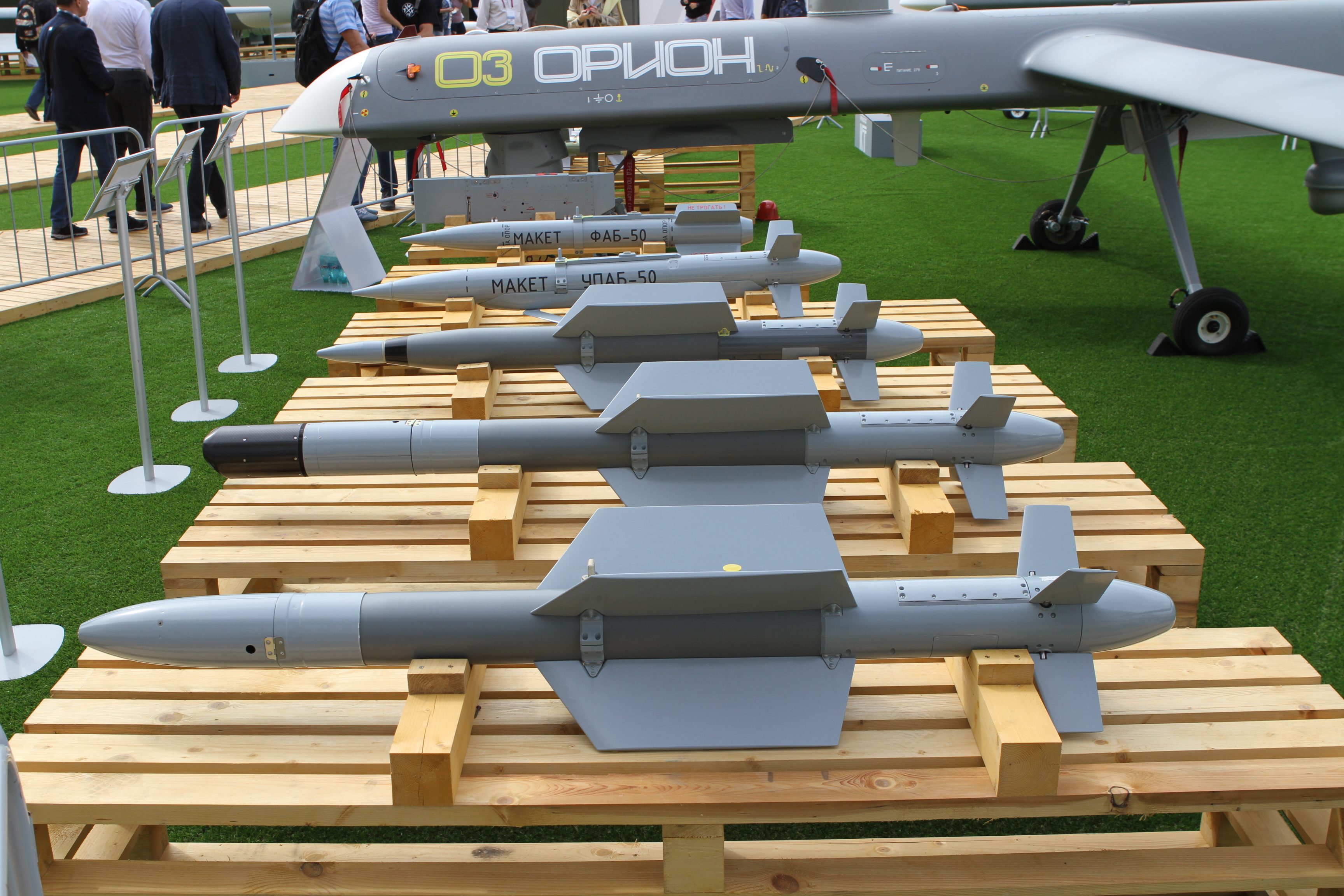
Bombes aériennes mises en œuvre par le Kronstadt Orion avec bombes guidées et bombes non guidées
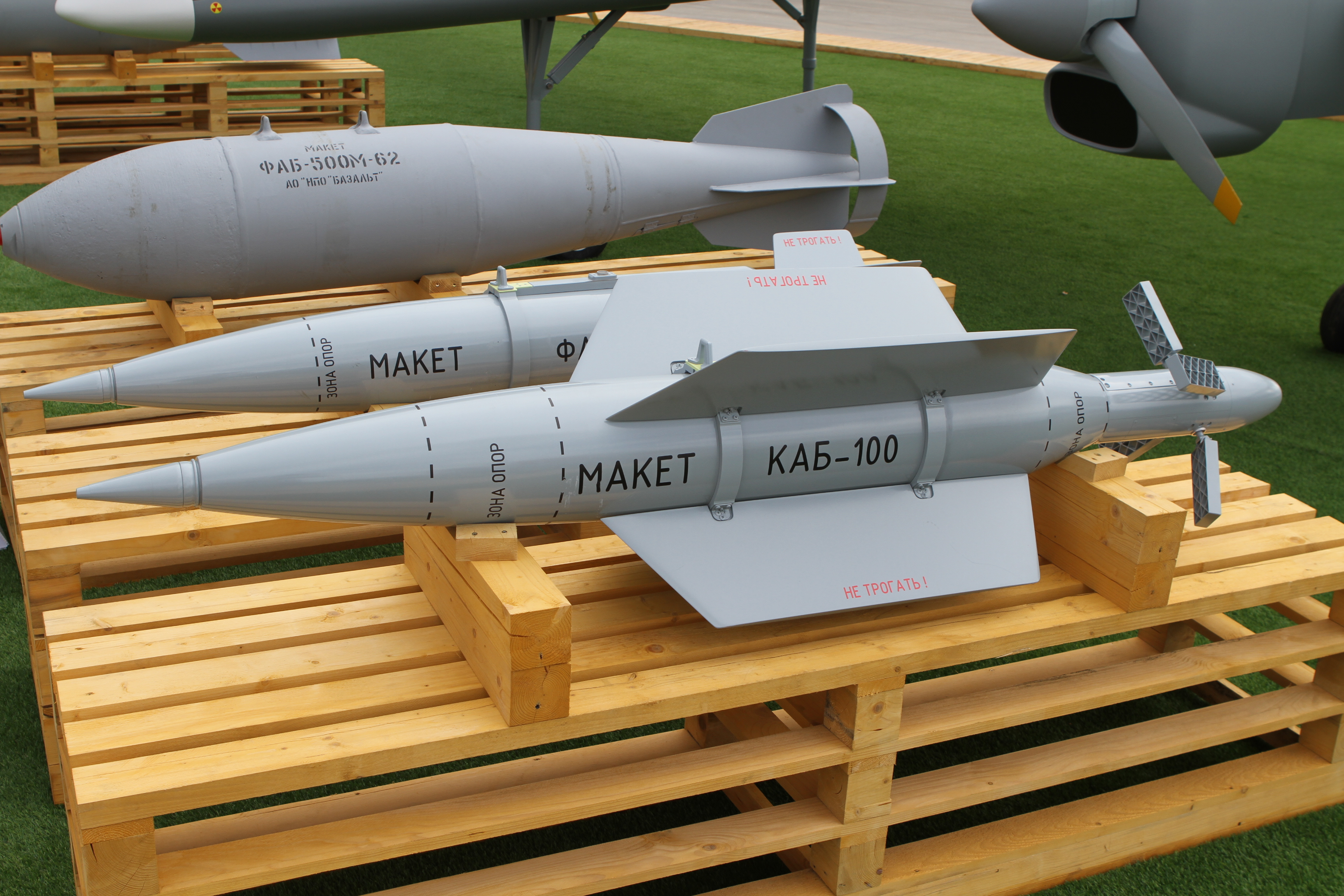
Bombes aériennes mises en œuvre
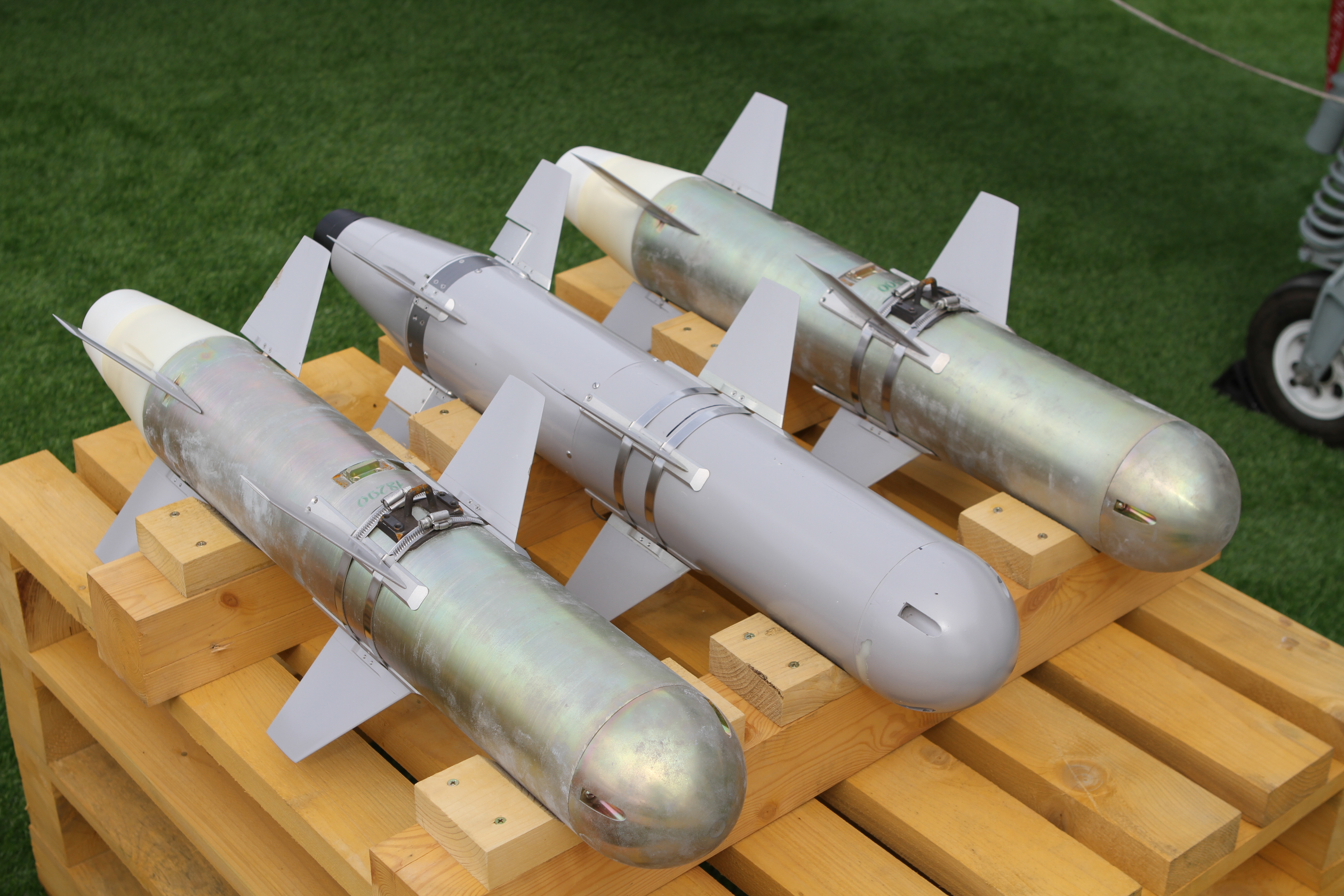
Bombes aériennes mises en œuvre: KAB-20
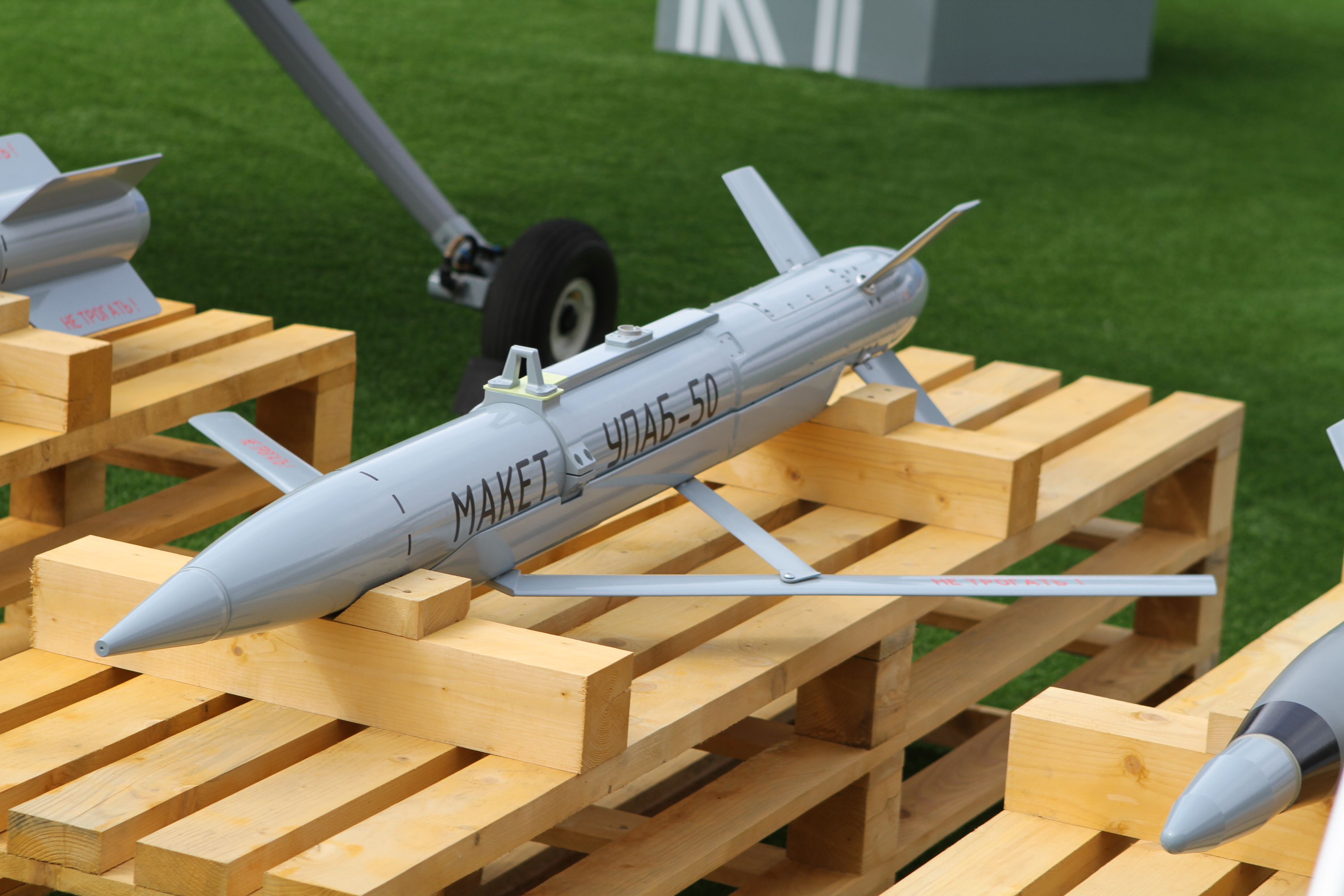
UPAB-50
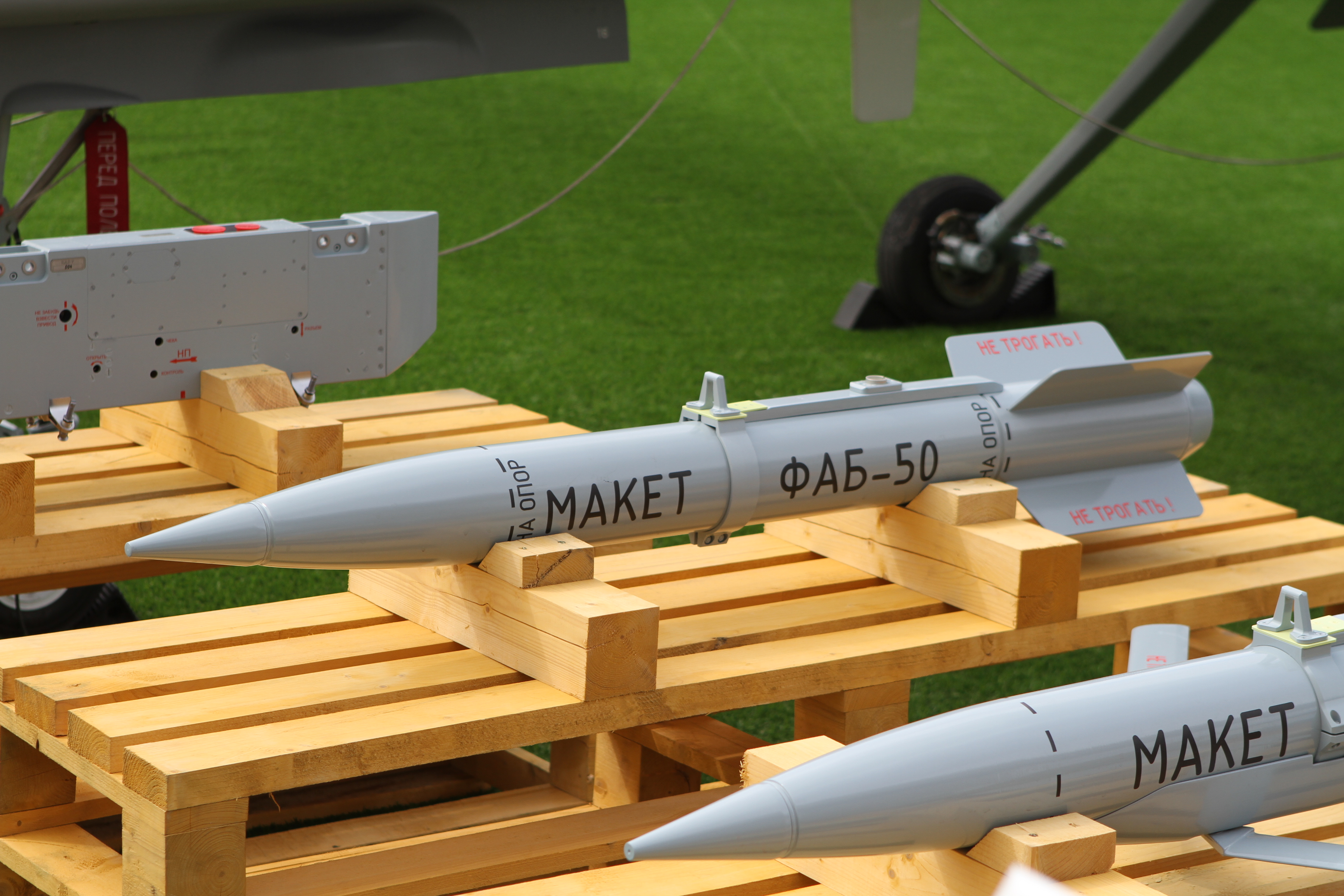
FAB-50
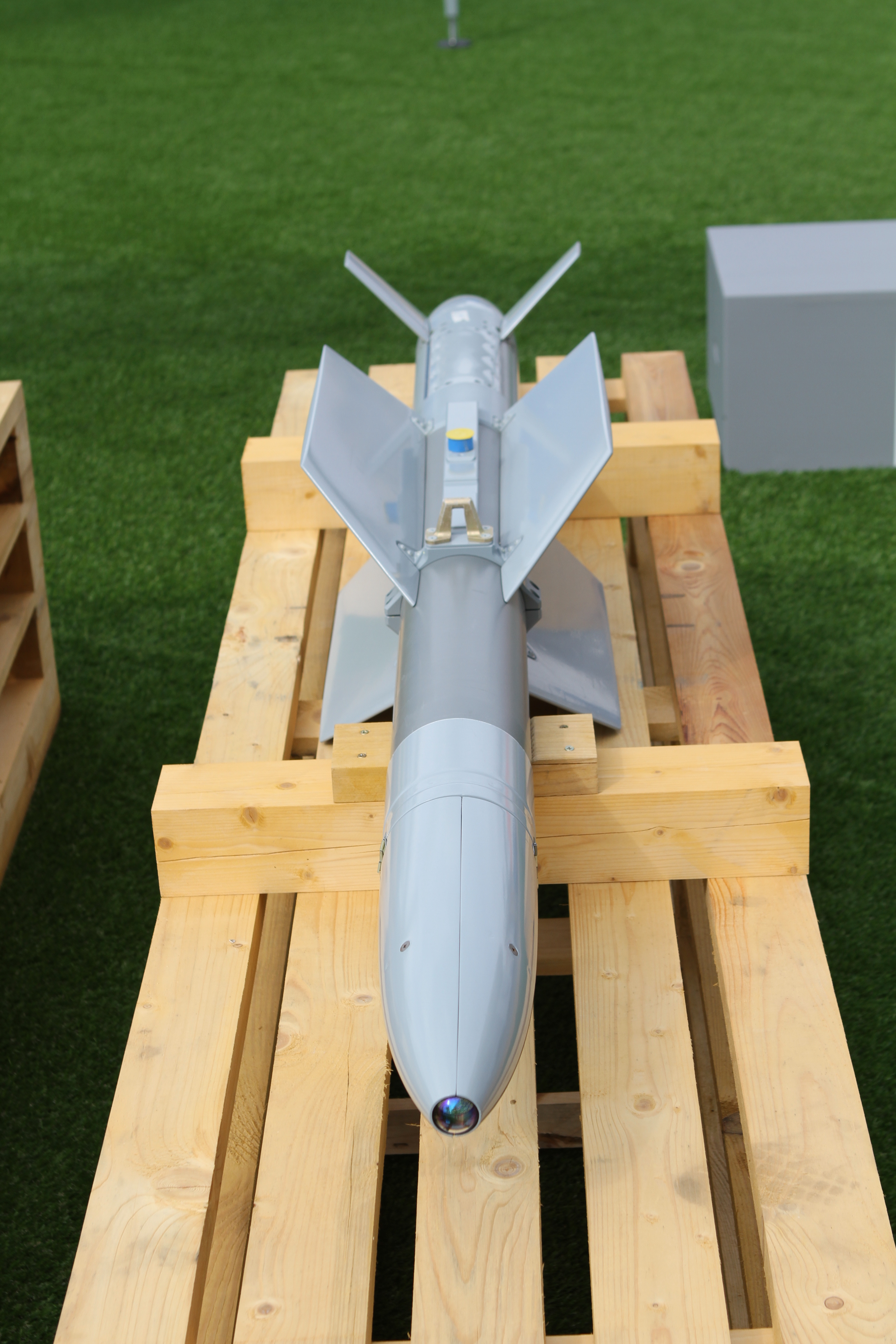
KAB-50
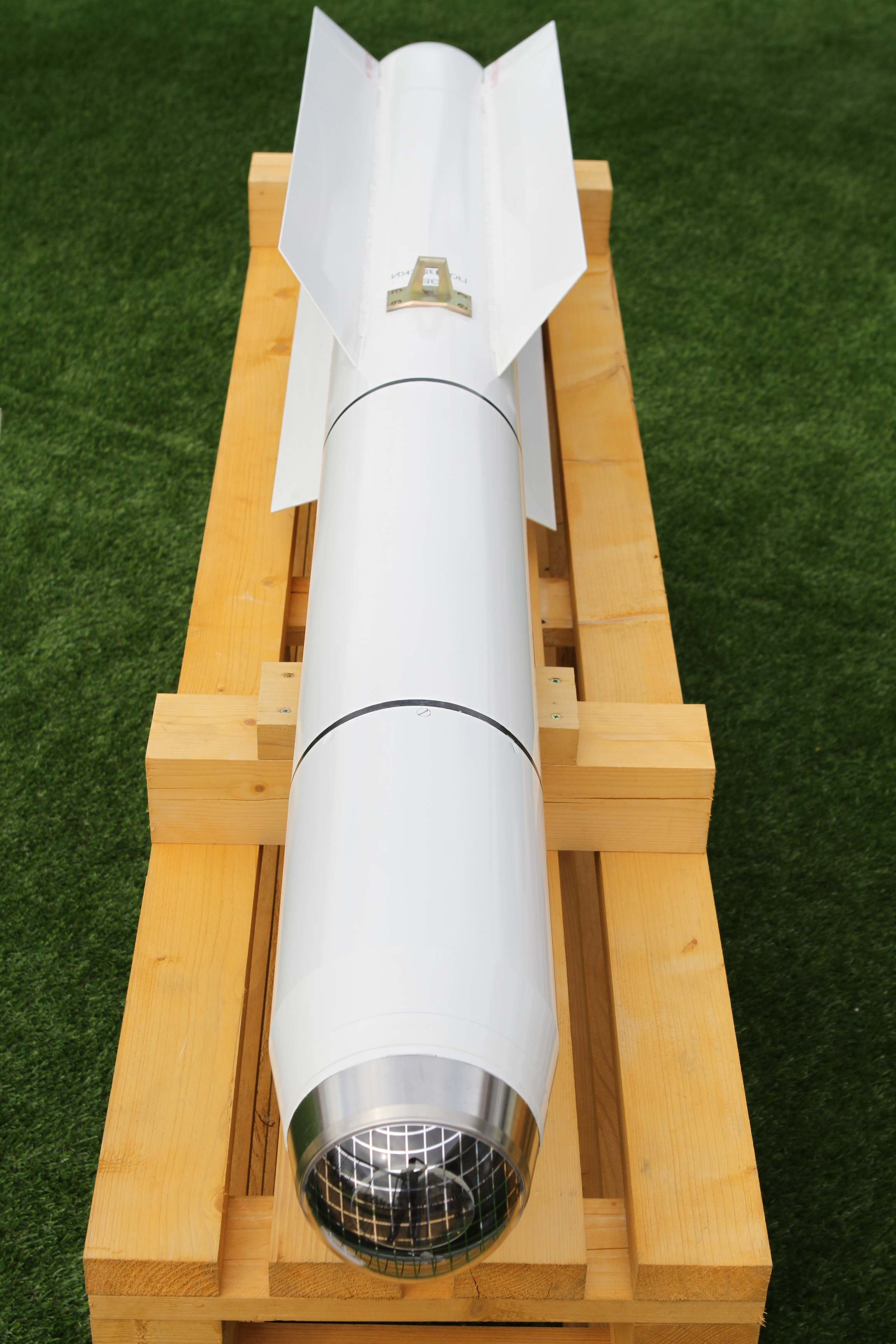
KH-50
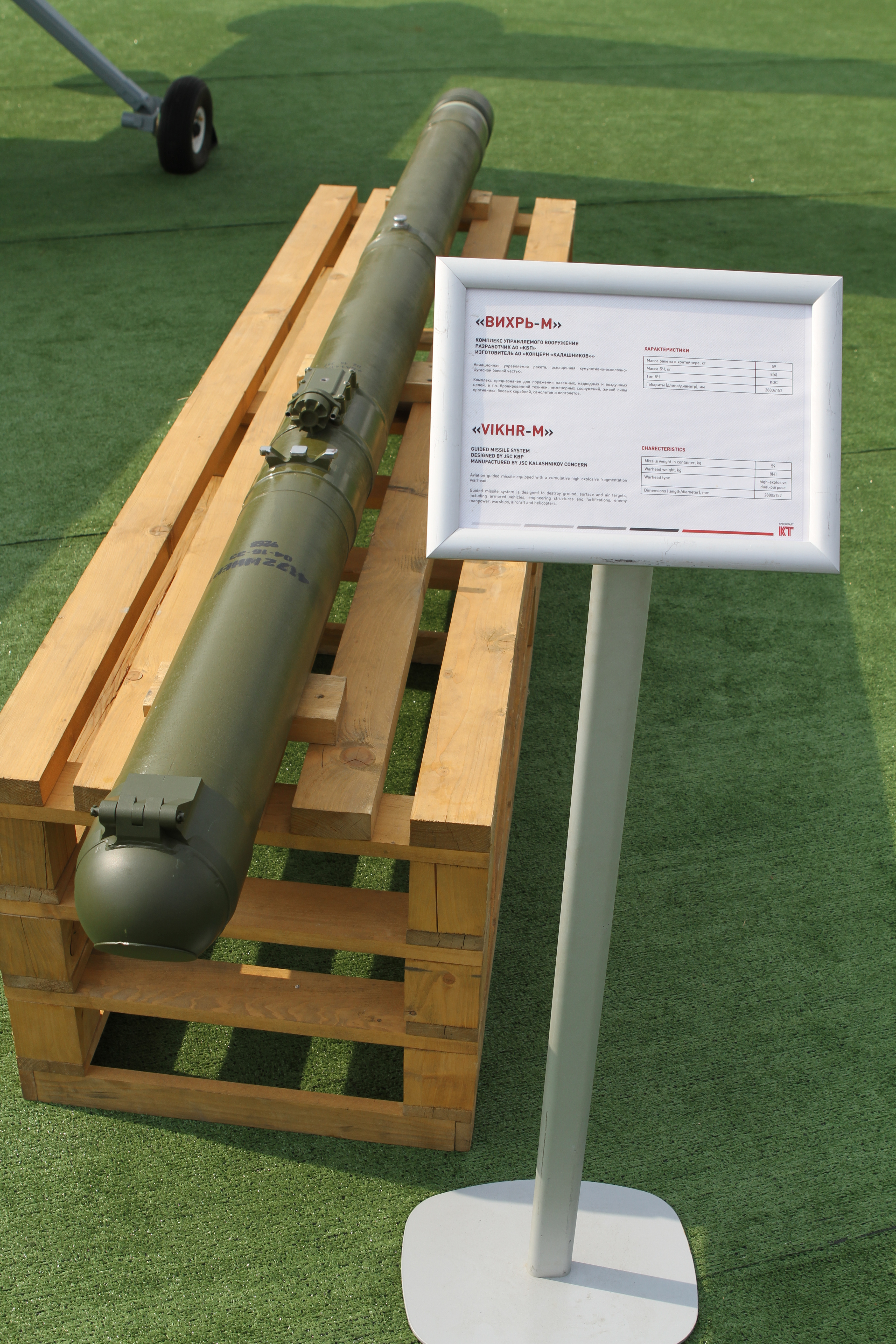
9K121 Vikhr